# エネシフジャパン
エネシフジャパン（エネルギーシフト勉強会）は、「日本を自然エネルギーにシフトする国民と議員の協働イニシアティブ」を掲げる組織。

## 沿革
- 2011年4月26日　第1回勉強会

## 呼びかけ人
2011年6月2日現在、国会議員31名、学者・文化人・ジャーナリスト・市民運動家・実業家・自治体首長など66人、計97人。